# Geófito

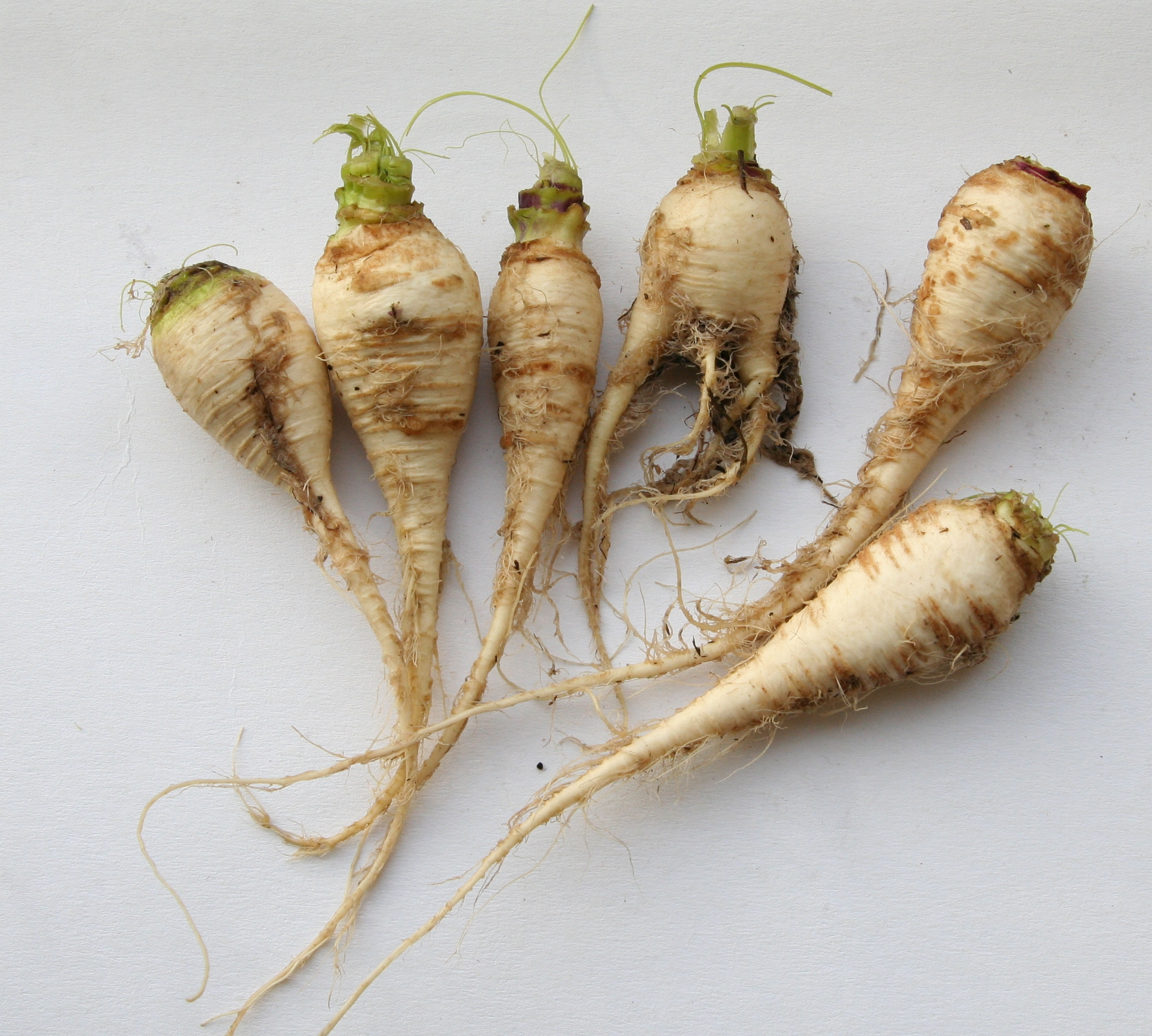
Los nabos son plantas geófitas

Se denomina geófito (del griego geo, tierra y phyto, planta) a aquella especie vegetal que transcurre la época desfavorable para el crecimiento de modo subterráneo, bajo la forma de bulbo, rizoma, tubérculo o raíces reservantes. Según algunos autores (Simpson 2005, 2010) también entran dentro de esta categoría las plantas con cáudice.
Las plantas, en su proceso de adaptación o convergencia al clima y ambientes diversos, desarrollan una serie de caracteres externos, morfológicos y estructurales. Estos caracteres externos predominantes forman categorías que son esenciales para el conocimiento de las formaciones y comunidades vegetales de la tierra, y son los llamados biotipos.
Dentro del sistema de Raunkiær el biotipo geófito es, precisamente, la planta cuyos órganos perdurables son los subterráneos.